# عملة جنيه واحد
العملة البريطانية من فئة الجنيه الإسترليني (£1) هي فئة من العملات المعدنية الإسترلينية. وقد ظهر على وجهها صورة تشارلز الثالث منذ عام 2024 وتحمل النقش اللاتيني تشارلز الثالث دي جي ريكس (دي غراتيا ريكس) أف دي (فيدي ديفنسور) والتي تعني "شارل الثالث - بنعمة الله - الملك - المدافع عن الإيمان".
طرحت العملة المعدنية الأصلية المستديرة بقيمة 1 جنيه إسترليني في عام 1983. وحلت محل ورقة نقدية بقيمة 1 جنيه إسترليني من بنك إنجلترا والتي توقف إصدارها في نهاية عام 1984 وسحبت من التداول في 11 مارس 1988 مع أنها لا تزال قابلة للاسترداد في مكاتب البنك مثل جميع الأوراق النقدية الإنجليزية. حيث لا تزال الأوراق النقدية من فئة الجنيه الواحد تُصدر في جيرسي وجيرنسي وجزيرة مان ومن قبل البنك الملكي الاسكتلندي ولكن عملة الجنيه تُستخدم على نطاق أوسع بكثير. قام بتقديم تصميم جديد للعملة المعدنية ذو الـ12 جانبًا في 28 مارس 2017 وقاموا بتداول الإصدارات الجديدة والقديمة من العملة المعدنية بقيمة جنيه واحد معًا حتى سُحب التصميم الأقدم من التداول في 15 أكتوبر 2017. وبعد ذلك التاريخ لم يعد من الممكن استرداد العملة القديمة إلا في البنوك مع أن بعض تجار التجزئة أعلنوا أنهم سيستمرون في قبولها لفترة محدودة وظلت قيد الاستخدام في جزيرة مان.
وكان الهدف الرئيسي من إعادة تصميم العملة هو مكافحة التزوير. اعتبارًا من مارس 2014 كان هناك ما يقدر بنحو 1553 مليون من العملات المعدنية الأصلية المصنوعة من النيكل والنحاس قيد التداول وقد قدرت دار سك العملة الملكية في عام 2014 أن ما يزيد قليلاً عن 3% منها مزيفة. وعلى النقيض من ذلك فإن العملة الجديدة ثنائية المعدن مثل العملة الحالية بقيمة 2 جنيه إسترليني وتتميز بميزة أمان مخفية غير معلنة تسمى "آي أس أل أس" (أنظمة التعريف الآمنة المتكاملة).
إن العملات المعدنية الحالية المكونة من 12 وجهاً هي عملة قانونية لأي مبلغ عند تقديمها لسداد الدين، ومع ذلك فإن وضع العملة القانوني لا يكون عادةً ذا صلةٍ بالمعاملات اليومية.
كما أن للعملة السيادية قيمة اسمية قدرها جنيه واحد وتظل عملة قانونية بهذا المبلغ -مع أن قيمة الذهب الذي تحتويه أصبحت الآن أكبر بكثير من قيمتها الاسمية- وعلى هذا لم تعد في التداول اليومي كعملة.

## التصميم
حتى الآن، ظهرت أربع صور مختلفة للملكة إليزابيث الثانية على الوجه الأمامي . فبالنسبة للثلاثة الأولى من هذه كان النقش هو ELIZABETH II D.G.REG.F.D. 2013 حيث استبدل بـ2013 بسنة السك. وكشف عن التصميم الرابع في مارس 2015 وقاموا بتوسيع النقش قليلاً إلى ELIZABETH II DEI.GRA.REG.FID.DEF. 2015. ثم أُرجع التصميم المكون من 12 جانبًا والذي قدم في مارس 2017 إلى 2017 ELIZABETH II D.G.REG.F.D.
الخلاصة:
- في عامي ١٩٨٣ و١٩٨٤ ظهرت صورة الملكة إليزابيث الثانية بريشة أرنولد ماشين على وجه العملة[14] وترتدي الملكة تاج "فتيات بريطانيا العظمى وأيرلندا".
- بين عامي ١٩٨٥ و١٩٩٧ استُخدمت صورة رافائيل ماكلوف[14] وترتدي الملكة تاج جورج الرابع.
- بين عامي ١٩٩٨ و٢٠١٥ استُخدمت صورة إيان رانك-برودلي[14] يظهر التاج مرة أخرى مع علامة توقيع آي آر بي أسفل الصورة.
- في عام 2015 قُدّمت صورة جودي كلارك[15] كما ترتدي الملكة تاج جورج الرابع[16] مع علامة توقيع جيه سي أسفل الصورة.

في أغسطس 2005 أطلقت دار سك العملة الملكية مسابقة لإيجاد تصميمات جديدة لعكس جميع العملات المعدنية المتداولة باستثناء عملة 2 جنيه إسترليني. وكان الفائز -الذي أُعلن عنه في أبريل 2008- هو ماثيو دنت الذي أدخلت تصميماته تدريجيًا في العملات البريطانية المتداولة منذ منتصف عام 2008. حيث تصور تصميمات العملات المعدنية من فئة 1 بنس و2 بنس و5 بنس و10 بنس و20 بنس و50 بنس أقسامًا من الدرع الملكي التي تشكل الدرع بأكمله عند وضعها معًا. وقد ظهر الدرع بالكامل على العملة المعدنية بقيمة جنيه إسترليني واحد. لكن ظل وجه العملة المعدنية دون تغيير.
قاموا بتغيير تصميم ظهر العملة الأصلية كل عام من عام 1983 إلى عام 2008 لإظهار شعار يمثل المملكة المتحدة واسكتلندا وويلز وأيرلندا الشمالية وإنجلترا بالإضافة إلى نقش مناسب على الحافة. قد يكون نقش الحافة هذا في كثير من الأحيان "مقلوبًا" (عندما يكون الوجه متجهًا لأعلى). فمنذ عام 2008 سكت التصميمات الوطنية ولكن جنبًا إلى جنب مع الإصدار القياسي الجديد ولم تعد في تناوب صارم. وظهر النقش ONE POUND على جميع تصميمات ظهر العملات.
على غرار العملات المعدنية غير التذكارية بقيمة 2 جنيه إسترليني كانت العملة المستديرة بقيمة 1 جنيه إسترليني -باستثناء تصميمات "العواصم" لعامي 2004-2007 و2010-2011- تحمل علامة دار سك العملة: صليب صغير موجود على الحافة المضروبة آلياً يمثل لانتريسانت في جنوب ويلز حيث يقع مقر دار سك العملة الملكية منذ عام 1968.
أختير الوجه الخلفي للعملة المعدنية الجديدة المكونة من 12 جانبًا وثنائية المعدن والتي قاموا بتقديمها في 28 مارس 2017 نتيجة لمسابقة تصميم عامة. افتتحت المسابقة لتصميم الوجه الخلفي لهذه العملة في سبتمبر 2014. وقد فاز بها ديفيد بيرس البالغ من العمر 15 عاماً من والسول في مارس/آذار 2015 وكشف عنها المستشار جورج أوزبورن أثناء إعلانه عن الميزانية. حيث يتميز التصميم بوجود وردة وكراث وشوك ونبات البرسيم محاطة بتاج.
في أكتوبر 2023 قاموا بتقديم عملة الملك تشارلز الثالث بقيمة جنيه واحد، وتتميز العملة بالنحل.

## أرقام سك العملة

### العملة المستديرة
تمثل أرقام السك أدناه عدد العملات المعدنية لكل تاريخ أصدر للتداول. أنتجت مجموعات السك منذ عام 1982، حيث يشير السك في هذا التاريخ أو بعده إلى "عدم وجود" عملة وهناك أمثلة موجودة داخل تلك المجموعات.
| السنة | الاسم                     | التصميم                                                   | الدولة الممثلة   | النصوص على الحافة                               | ترجمة                       | الـ (منتج)                    |
| ----- | ------------------------- | --------------------------------------------------------- | ---------------- | ----------------------------------------------- | --------------------------- | ----------------------------- |
| 1983  | السلاح الملكي             | الأسلحة الملكية الزينة                                    | المملكة المتحدة  | DECUS ET TUTAMEN                                | زينة و حماية                | 443,053,510                   |
| 1984  | النخيل                    | الـ " ثرس " و " الـ " الـ" الـ " ديم " الملكيالـ "دياديم" | اسكتلندا         | NEMO ME IMPUNE LACESSIT                         | لا أحد يهاجمني دون عقوبة    | 146,256,501                   |
| 1985  | (ليك)                     | الـ " ليك " و الـ " الـ " دياديم الملكي "                 | ويلز             | PLEIDIOL WYF I'M GWLAD                          | أنا صادق على بلدي           | 228,430,749                   |
| 1986  | نباتات الحتان             | نباتات الفتان والساحة الملكية                             | إيرلندا الشمالية | DECUS ET TUTAMEN                                | زينة و حماية                | 10,409,501                    |
| 1987  | شجرة البلوط               | شجرة البلوط والإلهة الملكية                               | إنجلترا          | DECUS ET TUTAMEN                                | زينة و حماية                | 39,298,502                    |
| 1988  | درع السلاح الملكي         | التاج فوق الذراعين الملكية                                | المملكة المتحدة  | DECUS ET TUTAMEN                                | زينة و حماية                | 7,118,825                     |
| 1989  | النخيل                    | الـ " ثرس " و " الـ " الـ" الـ " ديم " الملكي             | اسكتلندا         | NEMO ME IMPUNE LACESSIT                         | لا أحد يهاجمني دون عقوبة    | 70,580,501                    |
| 1990  | (ليك)                     | الـ " ليك " و الـ " الـ " دياديم الملكي "                 | ويلز             | PLEIDIOL WYF I'M GWLAD                          | أنا صادق على بلدي           | 97,269,302                    |
| 1991  | نباتات الحتان             | نباتات الفتان والساحة الملكية                             | إيرلندا الشمالية | DECUS ET TUTAMEN                                | زينة و حماية                | 38,443,575                    |
| 1992  | شجرة البلوط               | شجرة البلوط والإلهة الملكية                               | إنجلترا          | DECUS ET TUTAMEN                                | زينة و حماية                | 36,320,487                    |
| 1993  | السلاح الملكي             | الأسلحة الملكية الزينة                                    | المملكة المتحدة  | DECUS ET TUTAMEN                                | زينة و حماية                | 114,744,500                   |
| 1994  | "السيّد الرّامبانت"         | الأسد المتفجرات داخل الزنوجة المزدوجة                     | اسكتلندا         | NEMO ME IMPUNE LACESSIT                         | لا أحد يهاجمني دون عقوبة    | 29,752,525                    |
| 1995  | التنين                    | "ممر التنين"الممر                                         | ويلز             | PLEIDIOL WYF I'M GWLAD                          | أنا صادق على بلدي           | 34,503,501                    |
| 1996  | الصليب والتورك السيلتيكي  | الصليب السيلطية، وقلادة برايتير وبرنيلالمُخخفف             | إيرلندا الشمالية | DECUS ET TUTAMEN                                | زينة و حماية                | 89,886,000                    |
| 1997  | ثلاثة أسود                | ثلاثة أسود يمرون الحارس                                   | إنجلترا          | DECUS ET TUTAMEN                                | زينة و حماية                | 57,117,450                    |
| 1998  | السلاح الملكي             | الأسلحة الملكية الزينة                                    | المملكة المتحدة  | DECUS ET TUTAMEN                                | زينة و حماية                | غير منتشرة                    |
| 1999  | "السيّد الرّامبانت"         | الأسد المتفجرات داخل الزنوجة المزدوجة                     | اسكتلندا         | NEMO ME IMPUNE LACESSIT                         | لا أحد يهاجمني دون عقوبة    | غير منتشرة                    |
| 2000  | التنين                    | "ممر التنين"                                              | ويلز             | PLEIDIOL WYF I'M GWLAD                          | أنا صادق على بلدي           | 109,496,500                   |
| 2001  | الصليب والتورك السيلتيكي  | الصليب السيلطية، وقلادة برايتير وبرنيل                    | إيرلندا الشمالية | DECUS ET TUTAMEN                                | زينة و حماية                | 63,968,065                    |
| 2002  | ثلاثة أسود                | ثلاثة أسود يمرون الحارس                                   | إنجلترا          | DECUS ET TUTAMEN                                | زينة و حماية                | 77,818,000                    |
| 2003  | السلاح الملكي             | الأسلحة الملكية الزينة                                    | المملكة المتحدة  | DECUS ET TUTAMEN                                | زينة و حماية                | 61,596,500                    |
| 2004  | جسر ثقل الرابع            | جسر ثقل الرأس المحيط به مسارات السكك الحديدية             | اسكتلندا         | ميزة ديكورية في الحلقات التي تمثل الجسور والطرق | —                           | 39,162,000                    |
| 2005  | جسر مضيق ميناي            | جسر ميناى المعلن محاط بالسوار والحواجز                    | ويلز             | ميزة ديكورية في الحلقات التي تمثل الجسور والطرق | —                           | 99,429,500                    |
| 2006  | جسر السكك الحديدية المصري | جسر السكك الحديدية المصري المُحاط بالبوابة السككية         | إيرلندا الشمالية | ميزة ديكورية في الحلقات التي تمثل الجسور والطرق | —                           | 38,938,000                    |
| 2007  | جسر الألفية               | جسر جيتشيد للألفية محاط بالخزف                            | إنجلترا          | ميزة ديكورية في الحلقات التي تمثل الجسور والطرق | —                           | 26,180,160                    |
| 2008  | السلاح الملكي             | الأسلحة الملكية الزينة                                    | المملكة المتحدة  | DECUS ET TUTAMEN                                | زينة و حماية                | 3,910,000                     |
| 2008  | درع السلاح الملكي         | الدرع من الدرع الملكي                                     | المملكة المتحدة  | DECUS ET TUTAMEN                                | زينة و حماية                | 43,827,300                    |
| 2009  | درع السلاح الملكي         | الدرع من الدرع الملكي                                     | المملكة المتحدة  | DECUS ET TUTAMEN                                | زينة و حماية                | 27,625,600                    |
| 2010  | درع السلاح الملكي         | الدرع من الدرع الملكي                                     | المملكة المتحدة  | DECUS ET TUTAMEN                                | زينة و حماية                | 57,120,000                    |
| 2010  | لندن                      | شعار مدينة لندن                                           | إنجلترا          | DOMINE DIRIGE NOS                               | ربّي، أُرشدنا                 | 2,635,000                     |
| 2010  | بلفاست                    | شعار بلفاست                                               | إيرلندا الشمالية | PRO TANTO QUID RETRIBUAMUS                      | ما الذي سنعطيه في المقابل؟  | 6,205,000                     |
| 2011  | درع السلاح الملكي         | الدرع من الدرع الملكي                                     | المملكة المتحدة  | DECUS ET TUTAMEN                                | زينة و حماية                | 25,415,000                    |
| 2011  | كارديف                    | شعار كارديف                                               | ويلز             | Y DDRAIG GOCH DDYRY CYCHWYN                     | التنين الأحمر سيقدم القيادة | 1,615,000                     |
| 2011  | إدنبره                    | شعار إدنبره                                               | اسكتلندا         | NISI DOMINUS FRUSTRA                            | فمن دون الرب                | 935,000                       |
| 2012  | درع السلاح الملكي         | الدرع من الدرع الملكي                                     | المملكة المتحدة  | DECUS ET TUTAMEN                                | زينة و حماية                | 35,700,030                    |
| 2013  | درع السلاح الملكي         | الدرع من الدرع الملكي                                     | المملكة المتحدة  | DECUS ET TUTAMEN                                | زينة و حماية                | 13,090,500                    |
| 2013  | الورد والبلوط             | البلوط و وردة تودور                                       | إنجلترا          | DECUS ET TUTAMEN                                | زينة و حماية                | 5,270,000                     |
| 2013  | الـ " ليك " و " ديفوديل " | اليك و النفوسالنثيل                                       | ويلز             | PLEIDIOL WYF I'M GWLAD                          | أنا صادق على بلدي           | 5,270,000                     |
| 2014  | فنيس وشامروك              | نباتات الشامروك والشم                                     | إيرلندا الشمالية | DECUS ET TUTAMEN                                | زينة و حماية                | 5,780,000                     |
| 2014  | ثيسل و بلويبيل            | ثيسل وبلوبيل                                              | اسكتلندا         | NEMO ME IMPUNE LACESSIT                         | لا أحد يهاجمني دون عقوبة    | 5,185,000                     |
| 2014  | درع السلاح الملكي         | الدرع من الدرع الملكي                                     | المملكة المتحدة  | DECUS ET TUTAMEN                                | زينة و حماية                | 79,305,200                    |
| 2015  | درع السلاح الملكي         | الدروع من الدرع الملكي (الصورة الرابعة)                   | المملكة المتحدة  | DECUS ET TUTAMEN                                | زينة و حماية                | 29,580,000                    |
| 2015  | درع السلاح الملكي         | الدرع من الدرع الملكي (الصورة الخامسة)                    | المملكة المتحدة  | DECUS ET TUTAMEN                                | زينة و حماية                | 75,000 (في مجموعات بي يو فقط) |
| 2015  | السلاح الملكي             | الدرع الملكي (الصور الخامس)                               | المملكة المتحدة  | DECUS ET TUTAMEN                                | زينة و حماية                | 129,616,985                   |
| 2016  | درع السلاح الملكي         | الدروع من الدرع الملكي (الصورة الخامسة)                   | المملكة المتحدة  | DECUS ET TUTAMEN                                | زينة و حماية                | 30،000 (في مجموعات بي يو فقط) |
| 2016  | آخر جنيه                  | أربعة وحوش هيرالدية                                       | المملكة المتحدة  | DECUS ET TUTAMEN                                | زينة و حماية                | ليست لتتداول                  |

أصدرت جميع العملات المعدنية للتداول باستثناء عامي 1998 و1999 وذلك مع أن عدد الإصدار كان متفاوتًا بشكل كبير -على وجه الخصوص- شهدت أعوام 1983 و1984 و1985 عددًا كبيرًا من العملات لتسهيل التحويل من الأوراق النقدية في حين أن بعض السنوات مثل عام 1988 نادرًا ما تُرى (مع أن عام 1988 هو الأكثر وضوحًا لأنه يحتوي على ظهر فريد). وانخفض الإنتاج منذ عام 1997 نتيجة لطرح العملة المعدنية المتداولة بقيمة جنيهين.
لم تدخل العملات المعدنية الدائرية النهائية التي سكت لعام 2016 والصورة الخامسة لدرع الأسلحة الملكية لعام 2015 التداول حيث أنها كانت متاحة فقط من خلال المجموعات التذكارية. كما كانت هذه هي الدرع من شعار النبالة الملكي الذي صممه ماثيو دنت وتصميم جريجوري كاميرون -أسقف القديس آساف- لأربعة حيوانات شعارية.

### عملة معدنية ذات 12 وجهًا
| السنة | التصميم   | الأمة الممثلة   | سك العملة                                 |
| ----- | --------- | --------------- | ----------------------------------------- |
| 2016  | دول التاج | المملكة المتحدة | 300,000,000 (الإطلاق الأولي في مارس 2017) |
| 2017  | دول التاج | المملكة المتحدة | 749,616,200                               |
| 2018  | دول التاج | المملكة المتحدة | 130,560,000                               |
| 2019  | دول التاج | المملكة المتحدة | 138,635,000                               |
| 2020  | دول التاج | المملكة المتحدة | 55,840,169                                |
| 2021  | دول التاج | المملكة المتحدة | 21,760,000                                |
| 2022  | دول التاج | المملكة المتحدة | 7,735,000                                 |
| 2023  | النحل     | المملكة المتحدة | 10,030,000                                |

## التزوير
في أثناء السنوات الأخيرة من استخدام الجنيه المستدير قامت دار سك العملة الملكية بتقدير نسبة العملات المعدنية المزيفة بقيمة 1 جنيه إسترليني المتداولة. وقد قدرت هذه النسبة بنحو 3.04% في عام 2013 وهي زيادة عن نسبة 2.74%. وقد كان الرقم الذي أُعلن عنه سابقًا في عام 2012 هو 2.86% وذلك بعد الارتفاع المطول من 0.92% في عامي 2002-2003 إلى 0.98% في عام 2004 و1.26% في عام 2005 و1.69% في عام 2006 و2.06% في عام 2007 و2.58% في عام 2008 و2.65% في عام 2009 و3.07% في عام 2010 و3.09% في عام 2011. أُبلغ عن الأرقام عمومًا في العام التالي أي في عام 2008 (كما ورد في عام 2009) حيث كانت أعلى مستويات التزييف في أيرلندا الشمالية (3.6٪) وجنوب شرق إنجلترا ولندن (2.97٪) مع وجود أدنى مستوى في شمال غرب إنجلترا. قدرت شركات اختبار العملات المعدنية في عام 2009 أن الرقم الفعلي كان ضعف تقديرات دار سك العملة مما يشير إلى أن دار سك العملة كانت تقلل من شأن الأرقام حتى لا تقوض الثقة في العملة المعدنية. من غير القانوني تمرير العملة المزيفة عن علم والنصيحة الرسمية هي تسليمها -مع تفاصيل مكان استلامها- إلى الشرطة التي ستحتفظ بها وتحقق فيها. كما أشارت إحدى المقالات إلى أنه "بما أن العملات المعدنية المزيفة لا قيمة لها فمن المؤكد أنك ستكون في وضع أفضل إذا لم تنظر حتى إليها". ويحق للمستفيد أيضًا اللجوء إلى المورد في مثل هذه الحالات.

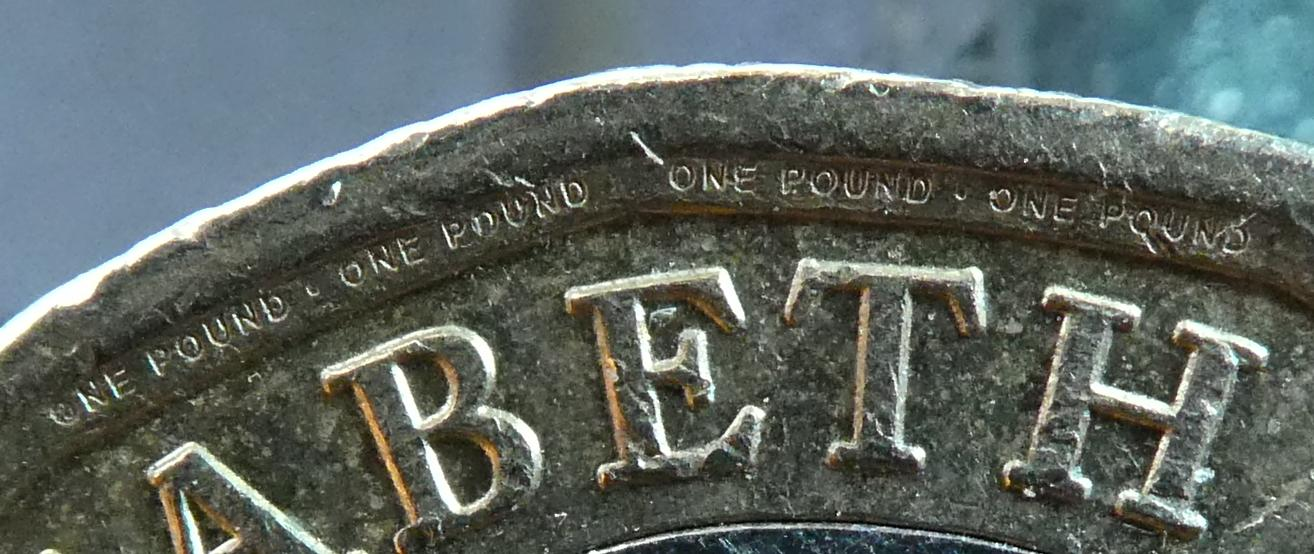
عملة بقيمة جنيه واحد بتفاصيل دقيقة يصعب تحقيقها

يتداول أشخاص غير أمناء العملات المزيفة ثم يتداولها آخرين غير مدركين عن غير قصد. وفي كثير من الحالات لا تتحقق البنوك من العملات المزيفة فتقوم بتداولها. وفي عام 2011 سحب برنامج تلفزيوني لهيئة الإذاعة البريطانية "بريطانيا المزيفة" 1000 عملة معدنية بقيمة جنيه إسترليني واحد من كل من خمسة بنوك رئيسية واكتشف أن كل دفعة تحتوي على ما بين 32 و38 عملة مزيفة. وقدرت دار سك العملة أن حوالي 31 عملة مزيفة لكل 1000 عملة معدنية بقيمة جنيه إسترليني واحد. كما عثر على بعض المنتجات المقلدة بواسطة آلات آلية في حين لم يكن من الممكن اكتشاف البعض الآخر إلا من خلال التفتيش الخبراء البصري.
في يوليو 2010 -وبعد تكهنات بأن دار سك العملة الملكية قد تضطر إلى النظر في استبدال العملات المعدنية بقيمة 1 جنيه إسترليني بتصميم جديد بسبب التزوير- عرضت شركة المراهنات بادي باور احتمالات 6/4 (راهن بمبلغ 4 جنيهات إسترلينية للفوز بمبلغ 6 جنيهات إسترلينية بالإضافة إلى مبلغ الرهان البالغ 4 جنيهات إسترلينية. باحتمالات عشرية 2.5) على أن العملة المعدنية بقيمة 1 جنيه إسترليني ستُزال من التداول.
كانت بعض المنتجات المقلدة ذات جودة رديئة مع اختلافات مرئية واضحة (أقل وضوحًا وتفتقر إلى التفاصيل المعقدة وضرب الحواف والعلامات بشكل واضح). كما يمكن اكتشاف العديد من العملات المزيفة الأفضل من خلال مقارنة اتجاه الوجه الأمامي والخلفي -يجب أن تتطابق مع العملات المعدنية الحديثة الأصلية في المملكة المتحدة- ولكن في كثير من الأحيان لم تتطابق مع العملة المزيفة بقيمة 1 جنيه إسترليني. يجب أن يكون التصميم الموجود على الوجه الخلفي صحيحًا للسنة المختومة (على سبيل المثال: يجب أن تحتوي عملة عام 1996 على صليب سلتي). حيث كان من الصعب تصنيع أرطال مستديرة ذات حواف منتجة بشكل صحيح. وكان الضرب الآلي (الأخاديد) غالبًا غير مكتمل أو رديء وكان النقش (غالبًا "ديكوس وتوتامن") في بعض الأحيان منتجًا بشكل سيئ أو بخط خاطئ. كما أن العملة المعدنية اللامعة التي تحمل آثار تآكل أقل مما يشير إليه تاريخها مشكوك فيها أيضًا مع أنها قد تكون عملة معدنية أصلية نادرًا ما استخدمت.
تُصنّع العملات المزيفة من خلال عمليات مختلفة بما في ذلك الصب والختم والطباعة الكهربائية والنسخ باستخدام البانتوجراف أو التآكل بالشرارة. ففي دراسة استقصائية أجريت عام 2009 تبين أن 99% من العملات المعدنية المزيفة من فئة 1 جنيه إسترليني الموجودة في مراكز النقود كانت مصنوعة من النيكل والنحاس كما كانت ثلاثة أخماسها تحتوي على بعض الرصاص وكان خمسها من سبيكة مشابهة جداً لتلك المستخدمة في دار سك العملة الملكية. أما النسبة المتبقية (1%) فقد كانت مصنوعة من النحاس والزنك والنحاس الأصفر البسيط أو الرصاص أو القصدير أو كليهما. وقد تحتوي تلك المصنوعة من الرصاص أو القصدير على طلاء بلون الذهب. وقد عثر أحيانًا على نسخ مقلدة مصنوعة من البلاستيك الأكريليكي الذي يحتوي على مسحوق معدني لزيادة الوزن.
سكت "الجنيهات المستديرة" النهائية في ديسمبر 2015 وقُدم البديل -وهو تصميم جديد مكون من 12 جانبًا- في عام 2017 كما أن أقدمها يعود تاريخه إلى عام 2016. إن العملة المعدنية لها شكل مكون من 12 حافة وهي تشبه عملة الثلاثة بنسات النحاسية قبل العشرية، ولها نفس حجم العملة السابقة من فئة 1 جنيه إسترليني تقريبًا وهي ثنائية المعدن مثل معظم العملات من فئة 2 جنيه إسترليني. حيث يهدف التصميم الجديد إلى جعل عملية التزوير أكثر صعوبة كما يحتوي أيضًا على ميزة أمان مخفية غير معلنة تسمى "آي أس أل أس" (أنظمة التعريف الآمنة المتكاملة) ويُعتقد أنها عبارة عن رمز مدمج في الطبقة العلوية من المعدن على وجه العملة ولا يمكن رؤيته إلا تحت طول موجي محدد من الأشعة فوق البنفسجية.
تظل العملات المعدنية الحالية التي تزن جنيهين والتي تتكون من معدنين -باستثناء بعض الإصدارات التذكارية التي نادراً ما تطرح- أكثر صعوبة في التزوير من الجنيه المستدير، وغالبًا ما يُرى بسهولة أن هذه العملات المزيفة لها ألوان خاطئة.

## عملات الجنيه الإسترليني الأخرى التي دخلت التداول
بينما كان الجنيه المستدير قيد التشغيل دخلت عملات أخرى التداول مع أنها ليست عملة قانونية في المملكة المتحدة وقد كانت بعض عملات الجنيه الإسترليني بقيمة 1 جنيه استرليني من التبعيات التاجية البريطانية وجبل طارق والأقاليم البريطانية في جنوب المحيط الأطلسي. حيث كانت معظم العملات المعدنية لهذه الأراضي -بجميع فئاتها- بنفس الحجم والتركيب مثل العملات المماثلة في المملكة المتحدة وكانت معظمها تحمل نفس صور ملوك المملكة المتحدة.  ثم بعد أن قامت المملكة المتحدة باستبدال عملاتها المعدنية ذات الجنيه الإسترليني المستدير لم تسارع هذه الأقاليم إلى القيام بذلك. فاستمر جبل طارق وجزيرة مان في استخدام عملاتهما المعدنية ذات الجنيه الإسترليني المستدير بالإضافة إلى عملات الجنيه الإسترليني البريطانية الجديدة كما وسحبت الأقاليم الأخرى عملاتها المعدنية ذات الجنيه الاسترليني المستدير دون استبدالها.

## قراءة إضافية
في مقالة "بريطانيا الحقيقية" المنشورة في أبريل 1993 في مجلة نيويوركر وصف جوليان بارنز الاجتماعات التي عُقدت لاختيار التصميمات العكسية للفترة من 1994 إلى 1997. أعيد طبع هذا في كتابه "رسائل من لندن" تحت عنوان "نيو برا سايز لبريطانيا".

## مصدر
- كتالوج Coincraft القياسي للعملات الإنجليزية والبريطانية من عام 1066 حتى الآن, Richard Lobel, Coincraft. (ردمك 0-9526228-8-2)

## روابط خارجية
- دار سك العملة الملكية – عملة بقيمة 1 جنيه إسترليني
- دار سك العملة الملكية – عملة الجنيه الإسترليني الجديدة
- جنيه إسترليني واحد، نوع العملة المعدنية من المملكة المتحدة – نادي العملات المعدنية عبر الإنترنت